# علي الأحمدي الميانجي
الميرزا الشيخ علي بن الشيخ حسين علي الأحمدي الميانجي.

## ولادته
ولد الشيخ عليّ الأحمدي في الرابع من شهر محرم الحرام، عام 1345 هـ (1926 ميلادي)، في قرية بور سخلو، على مسافة أربعة فراسخ من مدينة ميانه الإيرانية.

## اُسرته
نشأ في اُسرة علميّة، وكان والده الملاّ حسين عليّ، من علماء الدين في تلك المنطقة، وكان قد تربّى هو الآخر في اُسرة علمائيّة. وكان يمارس مهمّة التبليغ وإرشاد الناس، ويعتاش من عمله في الزِّراعة.

## دراسته
بعد انقضاء عهد طفولته، تعلّم الميرزا عليّ الأحمدي الميانجي القراءة والكتابة على يد والده، بالإضافة إلى بعض الكتب الأخرى مثل: نصاب الصبيان، وگلستان (روضة الورد)، ومنشآت قائم مقام، وتاريخ جهانگشاي نادري.
وفي عام 1358 هـ توجّه من قريته إلى ميانه، وحضر درس الشيخ أبي مُحمَّد حجّتي، ودرس على يده الأدب العربي. ودرس عنده أيضا حاشية الملاّ عبد اللّه، ومعالم الاُصول، وشرح اللُّمعة، وأجزاء من القوانين على يد الميرزا أبي محمّد حجّتي. ودرس أيضا على يد الشيخ لطف عليّ الشريفي الزنوزي، والحاج الميرزا مهدي جديدي. وكان للميرزا لطف عليّ الزنوزي أثر كبير في حياته، وبلورة شخصيته، ودراسته ومسيرته.
هاجر مدّة من الزمن إلى تبريز، ومكث فيها عدّة أشهر، وبعدها توجّه في شهر ذي القعدة من عام 1363 هـ إلى قم، وحضر درس حسين قاضي الطباطبائي، وآية اللّه أحمد كافي الملك، وآية اللّه المرعشي النَّجفي. ثم شارك في دروس مرحلة البحث الخارج في الفقه والاُصول والتفسير، لسماحة آية اللّه البروجردي، وآية اللّه مُحقِّق الداماد، وآية اللّه الگلپايگاني، وآية اللّه الميرزا هاشم الآملي، والعلاّمة الطباطبائي. وكان يبحث ما يتعلّمه من الدروس مع آية اللّه عبد الكريم الموسوي الأردبيلي، وآية اللّه إسماعيل الموسوي الزنجاني. وممَّا قاله في ذكرياته:«ليست لديَ إجازة في الاجتهاد، ولا إجازة نقل الحديث. وكان منهجي لا يحمل أيّة خصائص بارزة. فلم أهتم بالحصول على الإجازة، ولم اُفكّر في استحصالها من أساتذتي، وكنت اُحدث نفسي وأقول: إن كانَ لَدَيَّ علمٌ فنعمّا، وإن لم يكن، فالمرء لا يكتسبه من خلال استحصال ورقة يكتبها شخص».

## تدريسه
كان للشيخ الأحمدي الميانجي حضور في الحوزة العلمية في قم المقدّسة، على مدى ستّين سنة. وإلى جانب الدراسة، كان في تلك السنوات يدرّس الفقه، والاُصول، والأخلاق، ويسعى جاهدا في نشر العلوم الإسلامية. كانت لديه مهارة في تربية تلاميذه، وكان تدريسه محبَّبا إلى قلوب الطلاب.
اشتهر في الحوزة بدروسه الأخلاقية في المدارس العلمية، وفي الأوساط الثقافية والجامعية التي كانت مؤثرة في المستمعين ومن الموضوعات التي كان يختارها لمحاضراته: شرح خطبة همّام، وشرح دعاء مكارم الأخلاق، وشرح دعاء أبي حمزة الثَّمالي.
مع أنه كان فقيها ومجتهدا، إلا أنّ تدريسه اقتصر حتى آخر عمره على المستويات العليا من دروس الكفاية والمكاسب. ولم يدرّس البحث الخارج.

## تلامذته
برز من تلامذته:
1. جعفر مرتضى العاملي
2. مرتضى مرتضى العاملي
3. محمد مرتضى العاملي
4. الشيخ حسن حريري العاملي (من دير قانون النهر)
5. هاشم نصر الله العاملي (من بيت ليف)
6. حيدر شرف الدين العاملي

## بحوثه ومؤلّفاته

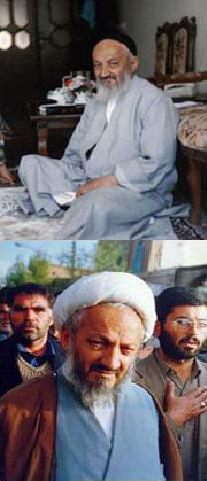
الشيخ الأحمدي

إلى جانب انشغاله بالتدريس، كان يهتمّ أيضا بالبحث والتأليف. وأكثر مؤلفاته مبتكرة وجديدة في موضوعها.

### الكتب المطبوعة
1. مكاتيب الرّسول صلى الله عليه وآله : وهو كتابه النفيس، الذي قال في مقدمته: «هذا الكتاب حصيلة عمري». قامت مؤسسة دار الحديث الثقافية بإعادة النظر في هذا الكتاب، وتنقيحه وطباعته في أربعة مجلّدات.
2. مواقف الشيعة: ويتضمن مناظرات وبحوثا أجراها علماء شيعة بارزون، مع علماء من أهل السنّة، ونشر من قبل مؤسّسة النشر الإسلامي التابعة لجماعة المدرّسين في الحوزة العلمية بقم المقدّسة.
3. مالكيت خصوصى در إسلام (= الملكية الخاصّة في الإسلام) في مجلّدين.
4. السُّجود على الأرض.
5. التبرّك.
6. الأسير في الإسلام.
7. مكاتيب الإمام الرِّضا .
8. ظلامة الزهراء؛ إزاحة الارتياب عن حديث الباب.
9. تحقيق كتاب «معادن الحكمة» لعلم الهدى.
10. كتاب «عقيل بن أبي طالب ».
11. مكاتيب الأئمّة عليهم السلام : وتؤلّف مكاتيب الإمام عليّ بن أبي طالب قسما مهمّا منه.

### مقالاته
إضافة إلى هذه الكتب، نشر الشيخ الأحمدي الميانجي أيضا مقالاتٍ في مختلف المجلاّت في البلاد.

## تفسيره للقرآن
كان آية اللّه الميانجي وجماعة من كبار رجال الحوزة العلمية يعقدون مجالس للتباحث في تفسير القرآن. واستمرت هذه المجالس التي كانت تعقد اُسبوعيا، أكثر من خمسين سنة. وكان يحضرها كلٌّ من موسى الصدر، وموسى الشُّبيري الزنجاني، ومهدي الرَّوحاني، وأبو الفضل مير محمّدي، وقد قال الشيخ الأحمدي الميانجي عن تلك المجالس: «كان من خصائص بحثنا التفسيري أنَّه لم يكن عن كتاب معيّن، وإنّما كان كلُّ واحد منّا يطالع مصادر شتّى في داره، ويأتي إلى المجالس ليقرأ على مسامع الآخرين خلاصة ما طالعه. وكلّ من يقرأ بحثه كان يتعرّض لموجة من الإشكالات التي يثيرها ضدَّه الآخرون. وكان يردُّ عليها، أو ربّما يعجز عن الردّ. وكنتُ أنا أُلخّص حصيلة ما استفدناه منها، وأقول: «من فوائد مجلسنا التفسيري هذا، أنَّ آيات اللّه المحكمة تغدو فيه متشابهة!» وكان كلامي هذا يحمل طابع المزاح ؛ فقد كان السادَّة الحاضرون يعرضون إشكالات وتدقيقا إلى الحدّ الّذي يؤدِّي بالشخص إلى التخلّي عن الرأي والاحتمال الذي تكوّن لديه أثناء المطالعة».

## نشاطه الاجتماعي، والثقافي، والسّياسي

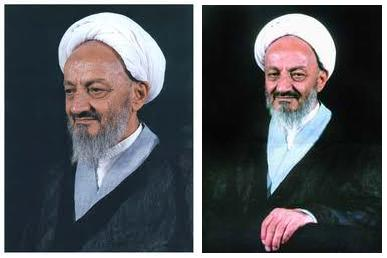
الشيخ علي الأحمدي

للشيخ الأحمدي نشاط وافر نشير منه إلى أعماله التالية: تأسيس جمعية الدين والعلم في مدينة ميانه، وتربية مئات الشباب فيها، وإقامة دورات للمعارف الإسلامية في تلك المدينة، إضافة إلى إيجاد صندوق «مهدية» للقرض الحسن، وإنشاء مؤسسة نسوية لحياكة السجّاد في تلك المدينة.
أسس بالتّعاون مع جماعة من علماء الدين الحريصين، جمعية في مدينة قم اسمها: الجمعية الإسلامية للناصحين. وأخذت هذه الجمعية، التي انضوى تحت لوائها ثلاثة آلاف شخص، تمارس مهام النُّصح والإرشاد والأمر بالمعروف، والنَّهي عن المنكر، بالكلام الطيّب.
كما أن الشيخ الميانجي أحد الأعضاء المؤسسين لصندوق «علوي» للقرض الحسن في قم المقدّسة، وينشط هذا الصندوق في مجال تلبية الاحتياجات الماديَّة للفقراء والمحرومين.
تأسست جمعية الزهراء الخيرية عام 1369 هـ ش، باقتراح ومشاورة عدد من أساتذة الحوزة العلمية في قم، وعدد من المحسنين، وكان منهم الشيخ الأحمدي الميانجي، ومهدي الرَّوحاني.
ومنذ انطلاق الثورة الإسلامية، واكب الشيخ الأحمدي بنشاطه خطوات الخميني. وفي أعقاب انتصار الثورة، لم يبتعد عن وقائع البلاد المهمَّة، وانتخب ممثّلا لأهالي تبريز في مجلس الخبراء الإيراني. وقد حضر على جبهات القتال في الحرب العراقية الإيرانية، ومات ابنه (جعفر الأحمدي) في تلك الحرب.

## وفاته
توفّي الشيخ الأحمدي الميانجي يوم الإثنين في الثاني عشر من جمادى الثانية 1421 هـ(2000ميلادي)، بمدينة قم المقدّسة، ودفن بجوار مرقد السيّدة فاطمة المعصومة.

## وصيّته
أبرز ما جاء في وصيته:
1. تكون كتبي موضع استفادة من بعدي. فإن كان هناك من أولادي وورثتي أحد من أهل العلم، فله الاستفادة منها، وإن لم يكن بينهم أحد من أهل العلم ـ لا سمح اللّه ـ تُهدى إلى إحدى مكتبات الحوزة العلمية في قم، أو المدرسة الفيضية، أو مكتبة آية اللّه المرعشي رحمة اللّه عليه، لتكون لي من الباقيات الصالحات.
2. على الورثة أن يتصرَّفوا بشكلٍ لا يزعج والدتهم، ويكونون ـ بإذن اللّه ـ متديّنين وملتزمين، ولا تقع بينهم مصاعب وإزعاجات.
3. أودّ أن يكون هناك دائما واحد أو أكثر من أبنائي مكبّا على اكتساب العلم. وقد دعوت اللّه أن لا يقطع من ذريّتي العلم والعلمائيَّة، إنَّهُ قريب مجيب.
4. توضع كتبي التي لم تطبع بعد، تحت تصرّف المؤسسات، لكي تُنظّم وتُحقَّق وتُطبع.
5. تُجمع كتاباتي التي تُعتبر حصيلة عمري لتكون موضع استفادة.